# Carlos Careqa
Carlos de Souza, conhecido pelo nome artístico de Carlos Careqa (Lauro Müller, 3 de agosto de 1961), é um ator, cantor e compositor brasileiro.

## Biografia
Criado em Curitiba, estudou teatro e música. Na década de 1990 morou em Berlim e Genebra, onde começou a se apresentar em casas noturnas. De volta ao Brasil, estabeleceu-se em São Paulo e integrou o grupo Pêlo Público. Associou-se a músicos da vanguarda paulistana, como Arrigo Barnabé, com quem dirigiu o selo Thanx God Records.
Trabalhou também como produtor e compôs trilhas sonoras para teatro e comerciais de televisão. Sua música é marcada pelo humor e pela versatilidade de gêneros.

## Filmografia
- 1998 - Alô?!, de Mara Mourão
- 1999 - O Tronco, de João Batista de Andrade
- 2000 - Bicho de Sete Cabeças, de Laís Bodanski
- 2002 - Avassaladoras, de Mara Mourão
- 2003 - Cristina Quer Casar, de Luiz Villaça[6]
- 2007 - Canção de Baal, de Helena Ignez

## Discografia
- 1993 - Os homens são todos iguais - Thanx God Records/Tratore
- 1999 - Música para final de século - Thanx God Records/Tratore
- 2004 - Não sou filho de ninguém - Thanx God Records/Tratore
- 2006 - Pelo público - Thanx God/Tratore
- 2008 - À espera do Tom - Thanx God/Tratore
- 2009 - Tudo que respira quer comer - Thanx God/Tratore
- 2011 - Alma boa de lugar nenhum (Carlos Careqa) - Barbearia Espiritual Discos/Tratore
- 2012 - Ladeira da Memória - Selo Sesc - Carlos Careqa - Concepção e Interpretação
- 2013 - Made in China (Carlos Careqa) - Barbearia Espiritual Discos/ Tratore
- 2014 - Palavrão - Música infantil para adultos[7] Barbearia Espiritual Discos/Tratore
- 2015 - Por um pouco de veneno – Um tributo a Tom Waits - Independente[8] Barbearia Espiritual Discos/Tratore
- 2016 - Facciamo L'Amore[9] Barbearia Espiritual Discos/Tratore
- 2018 - Todos Nós - Barbearia Espiritual Discos/Tratore
- 2020 - Primeiros Anos - Barbearia Espiritual Discos/Tratore
- 2021 - Bossa Ahead
- 2022 - 60 Mini Songs

## Careqa reafirma a Vanguarda
Paralelo 30 - Zero Hora - Juarez Fonseca
1. ↑  Carlos Careqa no Dicionário Cravo Albin da Música Popular Brasileira
2. ↑  Carlos Careqa: "Curitiba é vanguarda e não uma República". Fisenge, 8 de agosto de 2016
3. ↑  Poesia, Política e Dorival. Álbum Itaú Cultural
4. ↑  Carlos Careqa. Enciclopédia Itaú Cultural
5. ↑  Carlos Careqa e a resistência na música independente. Zona Curva, 22 de janeiro de 2014
6. ↑  Carlos Careqa. MPB.net
7. ↑  Carlos Careqa lança 'Palavrão - Música infantil para adultos'. Uai, 6 de março de 2014
8. ↑  Carlos Careqa, que lança homenagem a Tom Waits no sábado (31), comenta músicas do compositor. Veja SP, 23 de janeiro de 2015
9. ↑  Carlos Careqa lança álbum em italiano: "Facciamo L'Amore". Território da Música, 7 de novembro de 2016. Além desta obra, ainda no que respeita ao diálogo com a língua italiana, destaca-se a colaboração do artista com o cantor italiano Mariano Deidda, no disco deste dedicado ao livro de Fernando Pessoa, Mensagem.